# 科尼2012
《科尼2012》（英語：Kony 2012）是一部由Invisible Children Inc拍摄的记录片，于2012年3月5号发布在YouTube上。这部纪录片的目的是使国际刑事法院逃犯，乌干达反政府武装头目约瑟夫·科尼被世人熟知，并力争在2012年12月之前将他逮捕。截至2012年10月17日，这部纪录片在视频网站YouTube上已有了超过9300万的点击量。此外它在Vimeo上的点击量也超过了1660万。国际的广泛关注一度使“科尼2012”网站崩溃。一项调查显示超过一半的美国年轻人对《科尼 2012》有所耳闻。

## 內容
这部纪录片反映了“看不见的儿童”（Invisible Children）为了逮捕约瑟夫科尼所做的努力。它揭露了科尼和他领导的叛军“圣主抵抗军”的残酷行径，和叛军所来来自的地区，北乌干达，刚果民主共和国和南苏丹。这部影片主要刻画的人物之一是年轻的乌干达人雅克布，他的哥哥被圣主抵抗军（LRA）所杀。影片的导演贾森·罗素，他也是Invisible Children的创建者，向雅克布承诺他将帮助阻止科尼。这部影片反对迫未成年人服兵役并主张恢复乌干达的社会秩序。视频中也有剪辑的罗素的儿子对于有关科尼信息所作出的反应。在纪录片的结尾，奥巴马总统授权部署100名美军顾问以提供“信息，咨询，支援友国部队”，帮组中非部队最终除去科尼。纪录片的旨在鼓励人们去参与到宣传中，通过张贴海报或者在社区中帮着宣传使科尼变得臭名昭著。

### 阻止科尼行动
“看不见的儿童”机构一直试图得到有影响力的人对他们行动的支持。在他们所列的清单中，有20位名人如安吉丽娜·朱莉，乔治·克鲁尼，奥普拉·温弗瑞，泰勒·斯威夫特和瑞安西克·赖斯；以及12位政要，如美国前总统乔治·W·布什和国务卿赖斯，美国参议员和前总统候选人约翰·克里等。

### 覆盖黑夜行动
看不见的儿童发起了一次“覆盖黑夜”行动。他们希望支持者在这一天通过集会，张贴海报等行动扩大他们的影响力。为此，他们分发了徽章，海报，手环和贴纸。
然而这次行动却并不成功。活动的规模远远小于他们的预期。在温哥华只聚集了17人；在布里斯班有不到50人；在基洛纳，只有几个标志、海报和两条横幅；在堪培拉，只有一些通过Facebook聚集的三两个人。埃尔·约翰内森，一个法律事务所的合伙人，同时也运营着一个帮助残疾儿童的慈善组织。他自费在凤凰城张贴了3000张海报。

## 外界反响

### 积极评价
国际刑事法院首席检察官路易斯·莫雷诺·奥坎波对这部记录片表赞赏，称其“动员了全世界”，并表示外界对该片的批评是愚蠢的。联合国亚洲及太平洋区域办事处中非办事处（UNOCA）发言人阿布·穆萨认为国际社会对科尼的关注是“有效并且非常重要的”。美国白宫的一份声明对此纪录片表示支持，发言人杰伊·卡尼在一个新闻发布会上表示，“我们很高兴看到成千上万人的良知被唤醒。”美国大屠杀纪念博物馆和国家安全委员会前非洲主管，现政策研究室主任卡梅隆·哈德森，称赞看不见的儿童使数以百万可能从未听说过约瑟夫·科尼的人了解到了他的暴行。UNICEF的执行主任安东尼·莱克表示，在1994年卢旺达大屠杀事件中，类似的“病毒视频”也起到了一定的作用，并表明公众的关注有望 在达尔富尔和刚果的动乱中挽救更多的生命。人权观察（HRW）非洲部高级研究员Anneke Van Woudenberg写道：“我们已经花费了数年的时间调查圣主抵抗军在乌干达，刚果民主共和国，中非共和国以及苏丹南部的罪恶行径。我们在大屠杀网站搜集到了证据——沾满干涸血迹的木棒，被自行车轮胎捆绑的受害者，新挖的坟墓。并且采访到了数百被他们抓去充军的男孩和充当性奴的女孩。‘阻止科尼’在推特上是很热门的话题，对此我们感到很高兴。”她还说，“科尼和其他圣祖抵抗军领导应该为他们犯下的滔天罪行受到制裁，而这也将有助于除去非洲最残酷叛乱组织之一的祸害。”国际特赦组织（ Amnesty International）有关于圣祖抵抗军在中非，刚果，南苏丹和乌干达恶行的卷宗，并期待着叛军首领伏法，所以他们对影片引起的强烈反响表示欢迎，该组织组织在非洲地区主管Erwin van der Borght写道：“约瑟夫·科尼和其他叛军领导逍遥法外太久了。阻止科尼这项行动对圣祖抵抗军成员起到了威慑的作用，督促他们交出头目，接受国际刑事法庭的审判，”但他也补充，“任何加入科尼2012行动的人同时也必须尊重人权，因为很多圣主抵抗军成员本身就是被强征入伍的受害者。此外，对平民的保护也很重要。”
在前乌干达叛乱活动中心之一古卢，人们对该视频的看法各异。在影片的一次公映中，几个领导人分别表示了支持和批评。乌干达外交部长Henry OryemOkello认为针对该影片的批评是“毫无根据的”，“看不见的儿童做了很多实事，比如为成千上万儿童提供奖学金。任何反对他们的人是也是我们的敌人。”乌干达内阁部长贝蒂说，“我不知道获取公众关注到底能有多大作用。但我知道引起决策者的注意是很有意义的。我希望这部影片能带来切实有效的影响。”乌干达反对党民主党首腦Norbert Mao表示了对影片的支持。他认为虽然这部影片确实存在一些问题，如暗示乌干达政府没有对圣祖抵抗军采取行动，但确实使暴露出的很多问题往好的方向发展。他表扬“看不见的儿童”组织拥有地球上最美丽的特质——同情。

### 批评
2011年12月，当时《科尼 2012》正在拍摄，《Foreign Affairs》杂志刊登了一篇文章，批评了几个组织，包括“看不见的儿童”，指责他们夸大了圣主抵抗军参与的绑架谋杀的规模，并且把科尼描绘成了一个恶魔的化身。该影片发布以来，很多人批评它过于简化了问题。克拉克大学的米凯拉勒特雷尔-罗兰，批评该影片把科尼提升到一个全球性名人，邪恶的化身的地位愚蠢行为，并指出这可能反而促使他成为恐怖分子、邪教的领导者。他建议该影片改名为“玄机科尼”或其他名字，以让他回归到一个普通的犯罪分子和失利的地区政治家的身份。还有指责之一是这部影片误导了人们对圣主抵抗军的认识。科尼的追随者数量现在只在数百人左右，而且科尼现在被认为藏身于中非共和国，而非乌干达。还有人认为该影片“近视”——它避开了现实情况的深度和复杂性。War Child组织的阿曼达·维斯鲍姆表示，“仅仅除去一个人并不能真正解决问题，影片应该更注重帮助那些受害的童子军。”ChildFund International总裁安妮·戈达德写道：“把视角局限在科尼身上，使成功看起来如此容易，影片让人以为全球性的强征未成年人入伍的问题可以轻易地被解决。”联合国副秘书长拉迪卡·库马拉斯瓦米呼吁《科尼 2012》活动将其所筹资金用于童子军的安置而非捕捉科尼的武装行动。乌干达民间组织Ayinet创始人则认为该运动过于激进，部分理由是他们将Atiak大屠杀7周年纪念日与阿道夫·希特勒的生日（4月20日）定为他们的活动日。
在乌干达，越来越多的人批评这部影片没有反映现实—科尼和他的团伙在2006年逃到了北乌干达，现在分散在乌干达几个邻国的丛林中。乌干达政府发言人，Fred Opolot说“这部片子使人们误以为战争还在乌干达持续。”
这部影片在乌干达里拉的公映遭到的臭鸡蛋的招待。非洲青年主权网络，翻译并播放了影片，结果激起了众怒。部分乌干达人认为该影片过于集中在制作者和科尼身上，而忽视了冲突的受害者，指责该影片更像是在关注白人而非乌干达人。另外一些人不想重新提起科尼所带来的恐惧感。尽管如此，“看不见的孩子”仍打算在其他地方进行公映。不过他们会采取一些策略，比如详细介绍影片的背景。一些乌干达评论员也对该影片进行了批评，甚至认为影片中要使科尼出名是在为他庆祝，并且是为了方便外国军队插手事务。乌干达记者Rosebell Kagumire说，“战争远比一个约瑟夫·科尼要复杂的多。”《科尼 2012》最近在古卢的一个公映引起了骚乱，导致几十人受伤。

### 圣主抵抗军的反应
一个据称是圣主抵抗军拟写并由其发言人Justine Nyeko签署的声明指责这部影片用庸俗的谎言，挂羊头卖狗肉，来掩护美国在中部非洲的流氓行径。这份声明来自乌干达记者 Frank Nyakairu，他从内罗毕-肯尼亚的圣主抵抗军代表那里得到。Frank曾因对约瑟夫·科尼的报道获得骑士新闻奖。他把科尼形容为“一个怪物”，认为对Kony 2012的批评是“极为不公平和无知的”。据报道，Kony 2012的视频发布以来，圣主抵抗军的绑架和谋杀行径更加猖獗，尽管很难判断他们之间是否有因果关系。

### “看不见的孩子”回应
2012年3月8日，“看不见的孩子”对于人们的批评给出了官方的回应。作为对影片“过于肤浅”的解释，他们表示，“为了得到广泛的关注，我们试图用一个很容易明白的角度反映问题。”Jedediah Jenkins，“看不见的孩子”创意部负责人回应其他的批评，“视频本身仅仅扮演‘导火索’的功能，能让年轻人们关心地球对面的问题很有意义。”关于对他们与乌干达政府军合作的质疑，他表示反对任何侵犯人权的行为，并解释之所以跟政府军合作，是因为相比于周边国家，乌干达政府军更有组织，有纪律，装备更好。他们希望该地区政府能团结协作抓捕科尼。Jenkins说，“非洲的政治腐败是很大的一个问题，如果我们一味坚持所谓的纯洁，那么我们将无任何人可合作。 
”2012年3月12日他们发布了视频“谢谢你，Kony 2012的支持者”。在视频开头，看不见的孩子总裁Ben Keesey重点介绍了他们所关注的三件事——制作情节扣人心弦的影片，吸引国际社会关注，干实事。Keesey介绍了该组织的资金使用。据该组织官网上公布的数据显示，2011年，总资金的80.46%用于援助事务，16.24%作为管理费，3.22%直接用于募捐善款。

## 科尼 2012: 第二部
《科尼2012: 第二部》Beyond Famous是科尼 2012的后续视频，时长20分钟。于2012年4月2日发布了预告，该片早先预计在4月3日正式发布，但是由于剪辑的问题推迟了两天。
第二部主要回应社会对于前作的批评，同时提供了更多关于Kony领导的圣主抵抗军的信息，包括Kony反政府武装对于除了阿甘达以外国家的影响和科尼2012已达到的效果和目前的情况。Invisible Children的董事兼行政总裁，同时也是该片的发布者Ben Keesey说，这部续集的制作历时两周，旨在引导人们去挖掘事态更加深层的矛盾并积极的参与解决。此外，第一部视频获得的巨大成功和引发的论战，让Jason Russell压力过大导致“暂时性精神失常”，于3月15日入院治疗，未能参与到第二部视频的制作中。

### 公众感受
在预发布的评论中，流行文化专家 Robert Thompson评论道：事态在多方论战中已向着离奇的方向偏离。第一部影片向人们展现了一些他们闻所未闻的事情，而第二部影片只能让我们更加详实的观察整个事态，所以第二部影片不可能达到第一部影片震人心魄的效果。圣主抵抗军研究员Craig Valters表示，第二步影片的多余赘述并未能有效回击早先对于科尼2012的抨击。相反的，《每日电讯报》驻东非记者Mike Pflanz认为，这部续集是对抓捕约瑟夫科尼行动的一种更加“果决，感人并且准确”的诠释。相比先前视频主要在youtube上引起轰动，第二步影片有了更加深远的影响，让科尼事件在联合国大会上也引发了讨论。
据《卫报》统计，续集并没能像先前的影片一样抓住公众的注意力，在网络媒体上引发先前的轰动。截止至2012年4月16日，11天内只有170万的点击量，这个数字还不到先前影片头5天内点击率的2%。Matt Fiorentino视频统计公司的营销总监,指出第一步影片是一次前所未有的成功，尽管与之相比第二部的影响力明显不足，但与普通群体性运动相比，Beyond Famous引发的关注度仍然相当可观。无论如何，Beyond Famous仍在史上25大公益活动榜上有名。

### 世界影响

#### 美国地区
2012年3月21日，参议员Jim 和Inhofe 和Chris和 Coons提出了“谴责约瑟夫科尼和他26年间恐怖活动”的提案。该提案指出，只要美国政府声明支持并积极协助乌干达，刚果，中非共和国，和南苏丹，剿灭Kony和他领导的圣主抵抗军将有望实现”。该项提案已获得的37位两党参议员的支持。
就科尼2012 运动来看，它在YouTube上的热度大力推动美国国会关注科尼事件并积极追捕科尼，这种影响力远比其他措施起到的效用总和还大。

#### 非洲地区
2012年3月23日，非洲联盟宣布计划派遣一支国际军前往追捕反叛军头目科尼并终结他的恶行。这支军队将由5000名来自南苏丹，乌干达，中非共和国，刚果的士兵组成。根据声明，2012年3月24日开始的这项行动将一直持续到科尼被捕，在此之前专案组将一直运作。这项行动由乌干达政府领导，美国政府提供支持，美国已派驻了100名顾问在当地为此次行动提供建议，情报，培训以及先进的设备。目前，该军队已成立，总部设在南苏丹的延比奥，接近刚果民主共和国的边境，并由乌干达官员指挥;另一位刚果官员负责情报搜集。
联合国难民事务高级专员兼发言人Melissa Fleming对于各国政府在此次行动中表现出的积极主动表示赞赏，她认为该行动有望终结科尼的暴行并敦促各方面尊重人权减少对平民造成的危害。非洲联盟的反恐特使Francisco Madeira说，“我们要阻止科尼。” 国际刑事法院首席检察官Luis Moreno Ocampo表示Kony2012续集的推出让2012年内逮捕科尼成为可能。然而，马克斯·普朗克研究学院的学者Patrick Wegner认为非洲联盟的行动完全由科尼2012主导的说法是错误的，他说：“这个计划早在科尼2012视频发布之前就已开始”，组织军事力量清剿圣主反叛军的行动早在2010年就在国际新闻媒体上被报道过。